# À travers le Morbihan 2001
À travers le Morbihan 2001, ventiseiesima edizione della corsa e valida come evento UCI categoria 1.4, si svolse il 2 giugno 2001 su un percorso di 184,5 km. Fu vinta dal francese Gilles Maignan che giunse al traguardo con il tempo di 4h39'26", alla media di 39,616 km/h.
Al traguardo 71 ciclisti portarono a termine il percorso.

## Ordine d'arrivo (Top 10)
| Pos. | Corridore            | Squadra         | Tempo    |
| ---- | -------------------- | --------------- | -------- |
| 1    | Gilles Maignan       | AG2R Prév.      | 4h39'26" |
| 2    | Stuart O'Grady       | Crédit Agricole | s.t.     |
| 3    | Ruben Diaz De Cerio  | Euskaltel       | a 6"     |
| 4    | Eddy Seigneur        | Jean Delatour   | a 8"     |
| 5    | Franck Renier        | Bonjour         | a 13"    |
| 6    | Bert Scheirlinckx    | Collstrop       | a 22"    |
| 7    | Stéphane Augé        | Festina         | a 36"    |
| 8    | Jérôme Desjardins    | Saint-Quentin   | a 53"    |
| 9    | Sandy Casar          | F. des Jeux     | a 1'00"  |
| 10   | Sébastien Talabardon | Big Mat         | a 1'22"  |